# Shane Barr
Shane Barr, né le 21 octobre 1969 à Redcliffe, est un ancien joueur australien de tennis.

## Carrière
Titré en simple garçon en 1985 à l'Open d'Australie.
Il joue la Coupe Davis avec l'Équipe de Hong Kong.
À l'Open d'Australie 1987, il participe pour la première fois de sa carrière au tableau principal d'un tournoi du Grand Chelem en simple et bat son compatriote Darren Cahill puis perd au second tour contre Tim Wilkison.
Il a battu trois joueurs alors dans le top 50 : Wally Masur no 35, Slobodan Živojinović no 45 et une nouvelle fois Darren Cahill no 25. Au Tournoi du Queen's de Londres sur gazon, il prend un set à Stefan Edberg no 3 mondial (6-4, 5-7, 4-6) qui remporte cette année-là Wimbledon.
Il a remporté le tournoi Challenger de Nugra Santana en Indonésie en 1988.